# Niels Fiil
Niels Fiil (12. juni 1920 – 29. juni 1944) var en dansk modstandsmand i Hvidstengruppen under ledelse af sin far Marius Fiil.

## Biografi
Fiil var landbrugsmedhjælper ved Hvidsten Kro, da han meldte sig til gruppen. Sammen med resten af gruppen blev Niels Fiil arresteret af Gestapo 11. marts 1944. Han blev først ført til Dagmarhus og siden indsat i Vestre Fængsel. Nyheden om deres anholdelse blev bragt i De frie Danske en uge senere.
Måneden efter meddelte De frie Danske at de anholdte fra Hvidsten var blevet overført fra Randers til Vestre Fængsel.
Sammen med sin far, svoger og fem andre fra gruppen blev Fiil henrettet ved skydning den 29. juni 1944 i Ryvangen.

## Efter hans død
Den 15. juli 1944 skrev De frie Danske om henrettelsen af Fiil, hans far og svoger, om storesøsterens livstidsdom, om lillesøsterens dom på to år, og udtrykte medfølelse for morens store tab. Seks måneder efter skrev januarnummeret af modstandsavisen Frit Danmark at Fill og syv andre med navn nævnte medlemmer af Hvidsten gruppen var blevet henrettet den 29. juni året før.
Den 2. juli 1945 blev hans og hans fars jordiske rester fundet i Ryvangen og ført til Retsmedicinsk Institut, 10. juli samme år blev de kremeret i Bispebjerg Krematorium sammen med de seks andre henrettede medlemmer af gruppen.
Han er sammen med faren og de seks øvrige henrettede fra Hvidstengruppen mindet ved Hvidsten Kro og i Mindelunden i Ryvangen.

## Populær kultur
- I den danske drama-film fra 2012 Hvidsten Gruppen bliver Niels Fiil portrætteret af Thomas Ernst.[10]